# Anders Nyblom
Anders Nyblom (født 26. november 1981) er en dansk amatørbryder, der konkurrerede i fjervægtsafdelingen.
Han er tvillingebror til Håkan Nyblom.